# Stadskasteel Zaltbommel

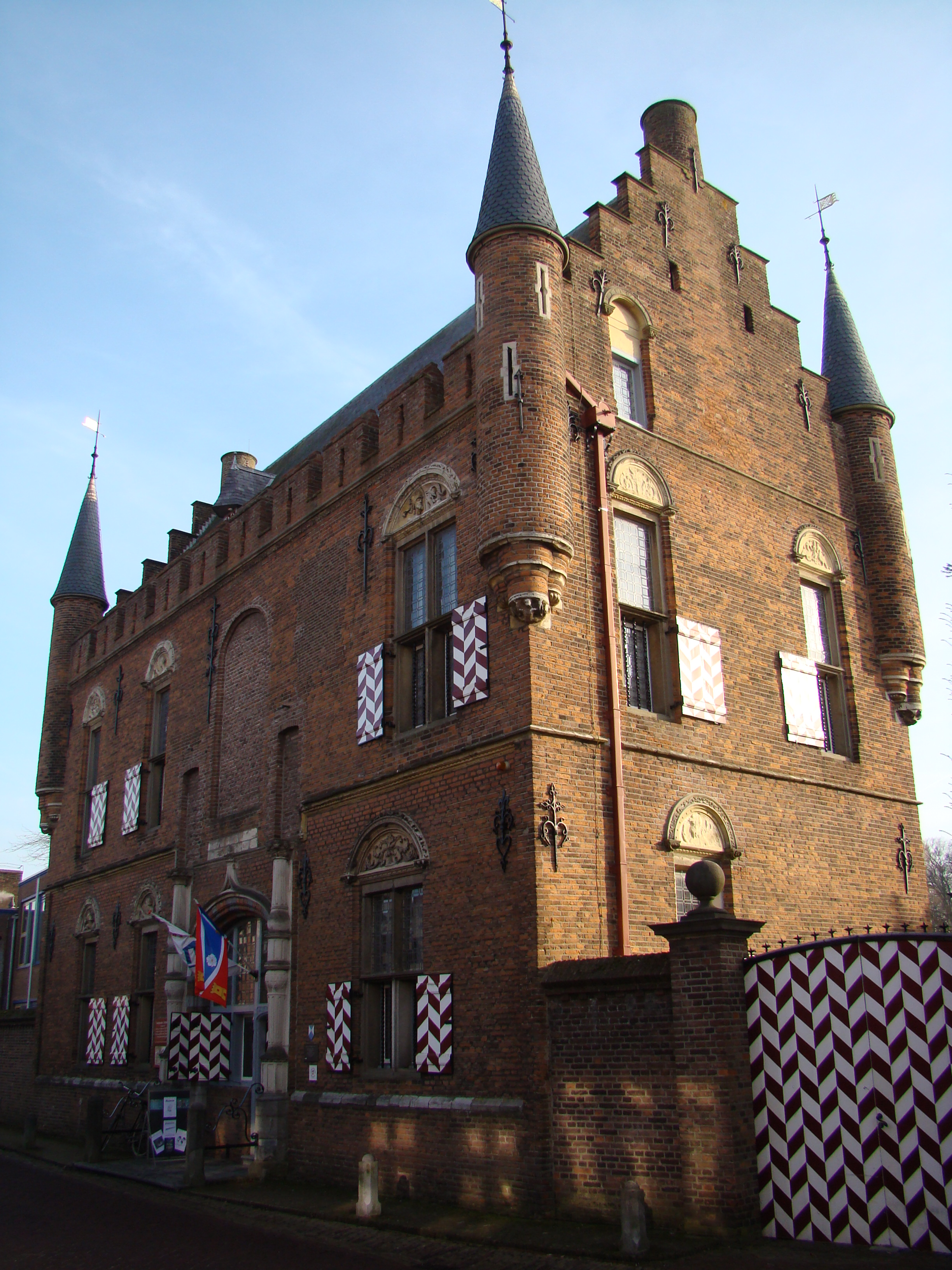
Stadskasteel Zaltbommel (2009)

Het Stadskasteel Zaltbommel is een museum in de Gelderse vesting- en hanzestad Zaltbommel, gevestigd in het Maarten van Rossumhuis. Het is een streekmuseum en gevestigd in de binnenstad van Zaltbommel. Sinds 2016 is het monument in handen van Monumentenbezit.

## Geschiedenis
Het museum is ontstaan uit een tentoonstelling van 'oudheden' die in 1905 werd gehouden. Deze tentoonstelling werd georganiseerd door enkele notabele inwoners van de Bommelerwaard. Omdat zij een groot succes was, werd besloten om te bezien of de voorwerpen een permanente plaats konden krijgen in een oudheidkamer. Al snel werd met financiële steun de Vereniging Oudheidkamer voor Zaltbommel, de Bommelerwaard en Heerewaarden opgericht. De oudheidkamer vond achtereenvolgens onderdak in een pand in de Lange Steigerstraat in Zaltbommel en vanaf 1925 in het voormalige stadskoffiehuis aan de Markt. In 1937 kon met steun van de familie Philips het Maarten van Rossumhuis ingericht worden als museum. In 1954 werd de Vereniging Oudheidkamer omgezet in een stichting, de Stichting Maarten van Rossummuseum.
In 2005 vierde de instelling haar honderdjarig bestaan. Drie jaar later werd haar naam veranderd van Stichting Maarten van Rossummuseum in Stadskasteel Zaltbommel.

## Collectie
De collectie historische objecten laat een beeld zien van de kunst, kunstnijverheid en de geschiedenis van Zaltbommel en de Bommelerwaard. Te zien zijn zilveren, tinnen en koperen voorwerpen, glas, meubilair, schilderijen en allerlei gebruiksvoorwerpen. Verder bezit het museum ook een bibliotheek en een uitgebreide verzameling van prenten, tekeningen en kaarten van de streek en een kleine fotocollectie met bijzondere oude opnamen vanaf 1860.
Naast de historische collectie bezit het museum een zeer uitgebreide collectie objecten rond het leven en werk van Fiep Westendorp, de in Zaltbommel geboren tekenares. Van de Fiep Westendorp Foundation heeft het museum een belangrijk deel van het interieur van Westendorps woning geschonken gekregen, waaronder haar tekentafel met toebehoren.
In 2008 is de eerste fase van een geheel nieuw museumpresentatie gerealiseerd. Het museum richt zich op drie thema's:
- de geschiedenis, kunst en kunstnijverheid van de Bommelerwaard. In het bijzonder in de 16e eeuw en in de 19e - 20e eeuw;
- Maarten van Rossum, de tijd waarin hij leefde en het Maarten van Rossumhuis;
- het werk van de in Zaltbommel geboren tekenares Fiep Westendorp en haar creaties, zoals Jip & Janneke en Pluk van de Petteflet.

De tweede fase van de vernieuwde presentatie betrof de geschiedenis van de 19e en 20e eeuw; deze is in de periode 2009-2010 gerealiseerd en wordt nog regelmatig aangevuld.
De collectie is ook te bekijken via het project CollectieGelderland.